# Glochidion butonicum
Glochidion butonicum är en emblikaväxtart som beskrevs av Airy Shaw. Glochidion butonicum ingår i släktet Glochidion och familjen emblikaväxter. Inga underarter finns listade i Catalogue of Life.